# Misato (Miyagi)
Misato (美里町?) è una cittadina giapponese della prefettura di Miyagi.